# Morne de la Grande Montagne
Morne de la Grande Montagne – najwyższy szczyt terytorium Saint-Pierre i Miquelon będącego terytorium zamorskim Francji.